# ロナルド・ビッグズ

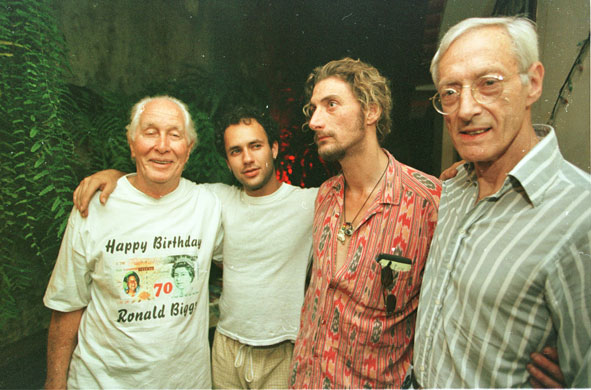
ロナルド・ビッグズ

ロナルド・アーサー・ビッグズ（Ronald Arthur Biggs, 1929年8月8日 - 2013年12月18日）は、イギリスの犯罪者。1963年に発生した大列車強盗の犯人の1人。

## 経歴
ビッグスは1929年、ロンドンのストックウェルで誕生した。第二次世界大戦中はベッドフォードシャーやコーンウォールに疎開しつつ育った。18歳だった1947年にイギリス空軍に入隊したが、1949年に地元の薬局に侵入したことで不名誉除隊処分になった。直後に自動車窃盗の罪で服役した後、ランベスで賭博師の事務所への強盗未遂事件に関与したことで逮捕され、ワンズワース刑務所に服役した。同刑務所で服役中、後の列車強盗を共に実行するブルース・レイノルズと出会う。
出所後、1960年に地元の小学校校長の娘であったチャーミアン・パウエルと結婚し、3人の息子をもうけた（そのうち1人は亡くなっている）。その後更生を決意し、大工の訓練を受けて建設会社に就職する。

## 列車強盗
一軒家を購入するための頭金を貯蓄していた1963年、スタン・アゲートと呼ばれる老齢の運転士の自宅で作業していたビッグスは、ワンズワース刑務所で出会ったレイノルズが準備していた列車強盗計画をアゲートに紹介し、計18人で計画を実行することで合意した。ビッグスの役割は、停止させた列車をアゲートに移動させることであった。犯行前夜、ビッグスは妻にレイノルズとウィルトシャーまで外出する旨を伝え、自宅を出発した。
8月8日午前3時、ビッグスとその仲間は信号灯を改造し、グラスゴーからロンドンに向かう郵便列車をロンドン郊外で停止させた。不審を感じた運転士のジャック・ミルズと機関士のデヴィッド・ウィットビーは降車してそれぞれ改造された信号機と切断された電話線を発見した。2人が殴打されて気絶している間に、ビッグスと仲間は260万ポンド（現在の価値でいうと6880万ポンド）を強奪し、車で運び去った。ミルズはこのときの怪我が原因で7年後に死亡したが、当時のイギリスの刑法に「傷害事件の被害者が1年と1日以内に死亡しない場合は殺人事件として立件しない」という規定があったため、死刑適用の殺人罪での立件はされなかった。

## 逮捕から収監・脱獄
一味は逮捕され、彼は有罪の判決後にワンズワース刑務所で服役することとなったが、ミルズは1965年7月8日に同刑務所から脱走し、パリで顔の整形手術を施した後に同年英国海外航空の飛行機でオーストラリアのシドニーに逃れて数ヶ月暮らした。1966年にはアデレードで妻と2人の子供に再会した。1967年にインターポールの探偵の捜査が近づいていることを知ったビッグスはメルボルンに逃れ、郊外のブラックバーンノースに家を借りた。1969年にロイター通信の報道でメルボルンにいることを突き止められたビッグスはその5ヵ月後にメルボルン港からパナマを経由してブラジルのリオデジャネイロに逃れた。
1971年に長男が10歳で交通事故により亡くなった。1974年にデイリー・エクスプレスのコリン・マッケンジーはビッグスがリオデジャネイロに潜伏している情報を得て取材班を編成する。続いてスコットランドヤードからも刑事が向かったが、犯罪人引渡し条約の関係及びビッグスの子を妊娠していたナイトクラブのダンサーだった女性の存在により、逮捕されることはなかった。ブラジルで生まれた子供の父親が外国人である場合、その父親は身柄を拘束されないという法律が適用されたためである。ビッグスは仕事をすることもなく毎日バーに現れては午後10時ごろに帰宅した。ビッグスは自宅でバーベキューを開いて観光客相手に列車強盗の話をしたが、これはあまり人気がなかったと言われている。
ドキュメンタリー制作のためにビッグスがイギリスに帰るのではないかといった噂が何度も流れた。
1978年にパンク・ロックバンドのセックス・ピストルズのドキュメンタリー映画、ザ・グレイト・ロックンロール・スウィンドルとジュリアン・テンプルの映画でボーカルとしてレコーディングを行っている。ギターのスティーヴ・ジョーンズ、ドラムのポール・クックとブラジルで録音を行い、「No One Is Innocent (Cosh the Driver)」と「Belsen Was a Gas」に収録された。
1981年、ビッグスは誘拐されてバルバドスに連れて行かれた。誘拐犯はビッグスをイギリスに引き渡そうとしたが、バルバドス政府の反対でイギリスに引き渡されることなくブラジルに戻った。1982年に息子がBalão Mágicoの一員となり人気となったがこのグループは1986年に解散した。
1991年、ドイツのバンド、ディ・トーテン・ホーゼンの"Police On My Back"、"Carnival In Rio (Punk Was)"でボーカルとして歌った。1993年にはアルゼンチンのパンクバンドの3曲を歌っている。

## イギリスへの帰国から釈放・死去まで
2001年5月、ザ・サンの取材を受け、イギリスへの帰国を希望した。5月7日にイギリスに帰国したビッグスはただちに逮捕、収監された。このときザ・サンは独占取材権を得るために2万ポンドかかった専用機のチャーター費用などを負担した。ビッグスが心臓の病を患っていたことからマスコミの一部は彼は健康問題のため帰国したと報道したが、彼の息子は病気の治療はブラジルでも受けられると反論した。ビッグスは逮捕されてから6ヶ月の内に4回も病院で治療を受け、死の直前に息子の世話になりたいと早期の釈放の嘆願を出し続けた。2005年8月10日、ビッグスはMRSAに感染していたことが明らかになった。しかし同年10月26日、内務大臣のチャールズ・クラークは釈放の訴えを退けた。2007年7月4日に刑務所を移ったが、死ぬ前に家族と共に暮らすための釈放を訴えた。
2009年1月発作が起きた後、ビッグスは会話と歩行が不可能になった。2月13日には肺炎のため刑務所から病院に入院したことが明らかになり、息子はビッグスの釈放を訴えた。4月23日、7月4日にビッグスの釈放を認める意見が仮釈放を判断する委員会で決まったが、ジャック・ストロー大法官はこれを拒否、7月28日にビッグスはまたしても肺炎で大学病院に入院した。その1ヶ月前、胸部の感染症や腰の骨を骨折して7月17日に退院し刑務所に戻ったばかりであった。2009年8月6日、80歳の誕生日を前にしてようやくビッグスは釈放された。刑務所から釈放された後、健康状態は回復しており、病気は嘘であったのではという指摘が寄せられたが、弁護士はビッグスの病気は本当のことでそれほど長く生きられないだろうと述べた。またビッグズ自身も自分はクリスマスまで生きることはできないだろうと述べている。
2013年12月18日、ロンドンの介護施設で死去。84歳没。